# سالم علي البهنساوي
المستشار سالم علي البهنساوي، (30 مايو 1932م -3 صفر 1427 هـ/ 3 مارس 2006). مفكر إسلامي، ولد بقرية السعديين بمركز فاقوس، محافظة الشرقية بجمهورية مصر العربية. التحق بكلية الحقوق جامعة الملك فؤاد (القاهرة حاليا) عام 1948م. عمل مديرا لإدارة التأمينات بمدينة المنصورة من 1956م حتى 1959م ثم مديرا للتأمينات الاجتماعية بمدينة شبين الكوم من 1959م حتى 1964م.
قدم إلى دولة الكويت عام 1973م ليعمل بالهيئة العامة لشؤون القصر وفق الشريعة الإسلامية ولما بلغ سن المعاش (عام 1992م) تم اختياره ليعمل مستشارا لوكيل وزارة الأوقاف والشؤون الإسلامية بدولة الكويت حتى وفاته. قام خلال فترة عمله بصياغة الكثير من القوانين المدنية ذات الصبغة الإسلامية للهيئة الاستشارية العليا للعمل على استكمال تطبيق الشريعة الإسلامية كما شارك في صياغة دساتير بعض الدول الإسلامية وفي العديد من المؤتمرات الدولة.
التحق في بواكير حياته بالتيار الإسلامي السائد في ذلك الوقت (الإخوان المسلمون) فاعتقل وهو طالب في الفترة الملكية واعتقل في سبتمبر عام 1954م إثر الإضرابات التي سادت الجامعات المصرية للاعتراض على تنحية الرئيس محمد نجيب، واعتقل عام 1965م مع كل من سبق اعتقاله ومورست عليه صنوف التعذيب عندما كان يخقق معه عن مخاضرات ألقاها في الأعوام 1963م و1964م و1965 عن الإسلام والشيوعية بالمعهد العالي التجاري بالمنصورة ومؤسسة الثقافة العمالية بالدقهلية وظل في السجن ست سنوات ليخرج بعدها في مايو 1971م في عهد الرئيس الراحل محمد أنور السادات. رغم مرارة السجن، شارك في مواجهة التيار التكفيري وحاربه بالحجة والبرهان وشارك في صياغة كتاب دعاة لا قضاة للمستشار حسن الهضيبي.

## وفاته
توفي فجر الجمعة 3 صفر 1427 هـ الموافق 3 مارس 2006 م بعيد أدائه صلاة الفجر جماعة برفقة وكيل وزارة الأوقاف عادل الفلاح في غرفة من غرف أحد فنادق العاصمة الأذرية باكو أثناء مشاركته في مؤتمر عن الوسطية بأذربيجان.

## مؤلفاته
له العديد من المؤلفات والمقالات في الصخف والمجلات منها:
1. الوجيز في العبادات (1377 هـ/1957م)
2. الإسلام والتأمينات الاجتماعية (1383 هـ/ 1963 م)
3. القوانين وعمال التراحيل (1384 هـ/ 1964 م)
4. الحكم وقضية تكفير المسلم (1397 هـ/ 1977)
5. السنة المفترى عليها (1399 هـ /1979م)
6. قوانين الأسرة بين عجز النساء وضعف العلماء (1400 هـ/ 1980 م)
7. مكانة المرأة بين الإسلام والقوانين العالمية (1401 هـ / 1981 م)
8. الغزو الفكري للتاريخ والسيرة (1404 هـ/ 1985م)
9. أضواء على معالم على الطريق (1405 هـ/ 1985 م)
10. سيد قطب بين العاطفة والموضوعية (1406 هـ/ 1986 م)
11. تهافت العلمانية في الصحافة العربية (1408 هـ/ 1988م)
12. شبهات حول الفكر الإسلامي المعاصر (1409 هـ/ 1989 م)
13. الحقائق الغائبة بين الشيعة وأهل السنة (1409 هـ/ 1989 م)
14. الخلافة والخلفاء الراشدون بين الشورى والديموقراطية (1411 هـ/ 1991 م)
15. الشريعة المفترى عليها (1415 هـ/ 1994 م)
16. فكر سيد قطب في ميزان الشرع (1420 هـ/ 1999م)
17. السنة بين الوحي والعقل (1424 هـ/ 2003 م)
18. حرية الرأي (1424 هـ/ 2003 م)
19. قواعد التعامل مع غير المسلمين (1424 هـ /2003 م)
20. كمال الشريعة وعجز القانون الوضعي (1424 هـ / 2004)
21. التطرف والإرهاب في المنظور الإسلامي والدولي (1424 هـ/ 2004م)
22. السلام الصهيوني والعجز العربي (1425 هـ/ 2004م)
23. أدب الحوار والخلاف (1426 هـ/ 2005م)
24. أركسة العلمانيين (1427 هـ/ 2006م)
25. الإصلاح السياسي الخائر بين أهله (1427 هـ/2006م)